# Társuralkodás-sztélé
A Társuralkodás-sztélé egy töredékekben megtalált sztélé, amelyet az ókori egyiptomi Ahet-Aton (El-Amarna) városában találtak egy sírban. 

## Jellemzői
Hét mészkőtöredék maradt fenn a késő XVIII. dinasztia kori sztéléből, amely eredetileg Ehnaton fáraót, Nofertiti királynét és lányukat, Meritatont ábrázolta. Később a sztélén Nofertiti nevét kivésték és helyére Ehnaton társuralkodójáé, Nofernoferuatoné került, Meritaton nevét pedig húgáé, Anheszenpaatoné váltotta fel.
A sztélé bizonyítékul szolgálhat az Amarna-kor végének egy eldöntetlen kérdésére, arra, ki volt Ehnaton társuralkodója, aki követte a trónon. Többféle értelmezése lehetséges, egy elmélet szerint Nofertiti volt a társuralkodó.
A kőnek mindkét oldala faragott, a stílus alapján a két felületen különböző időben készült a felirat. A másik, talán korábbi oldal bal alsó sarkában térdelő hivatalnok alakja látható, karját a tisztelet jeleként magasba emeli valaki előtt, akinek ábrázolása nem maradt fenn. A szöveg Aton templomát említi.
A sztélé darabjai jelenleg a londoni Petrie Múzeumban és a kairói Egyiptomi Múzeumban találhatóak.